# Cacao (Guiana Francesa)
Cacao é uma cidade na Guiana Francesa, situada no rio Comté, ao sul de Caiena . A maioria da população da cidade são agricultores Hmong, refugiados do Laos, uma ex-colônia francesa, o que facilitou no idioma e aculturação,que foram reassentados na Guiana Francesa em 1977. O raciocínio era que as condições de vida e de trabalho eram semelhantes às de sua terra natal. A partir de 2007, a aldeia tinha uma população de 750 pessoas.

## Visão geral

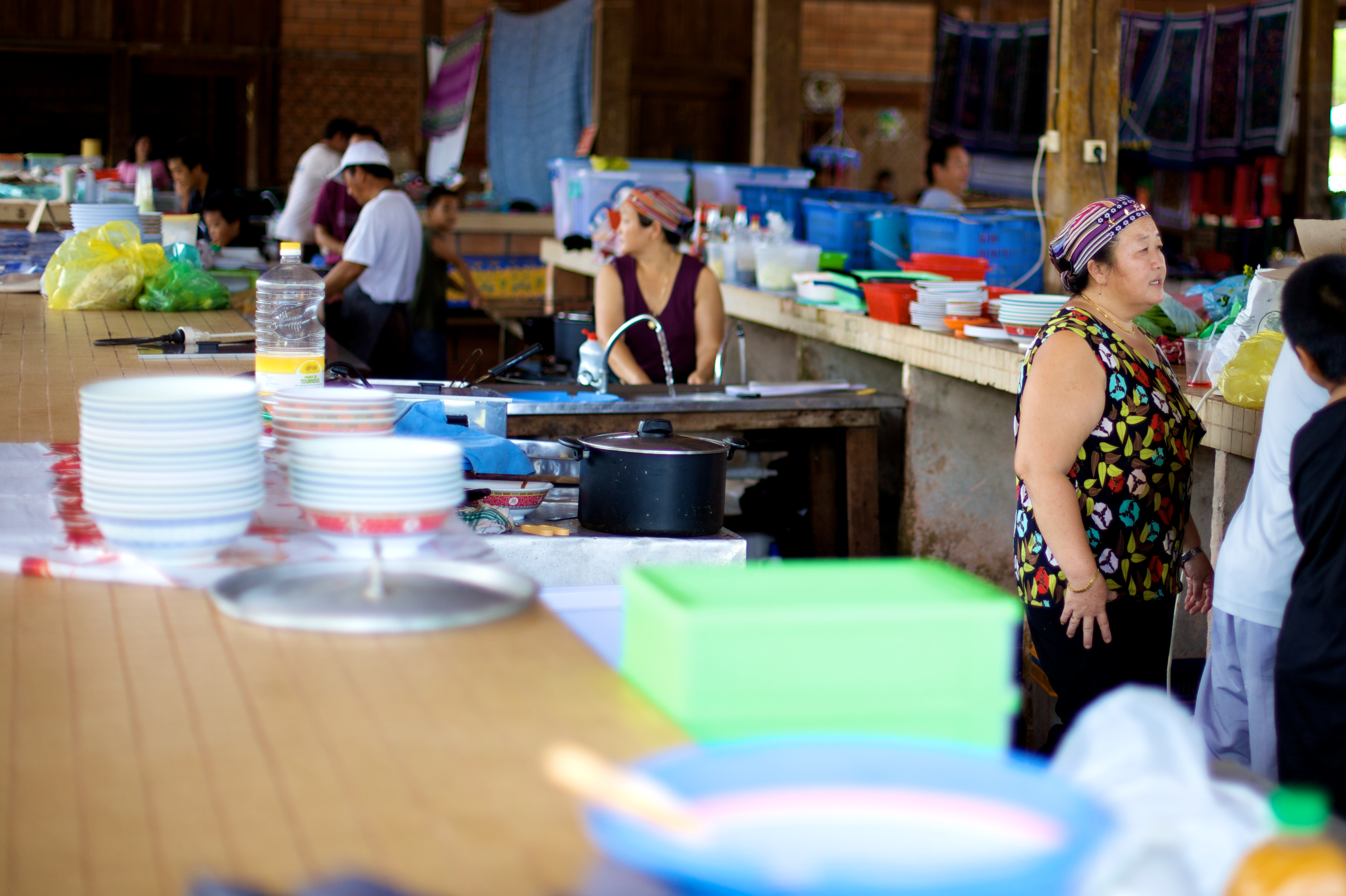
Mercado de Cacao

A aldeia tem quatro quarteirões de tamanho, com ruas estreitas. Os estabelecimentos comerciais locais incluem restaurantes, mercearias e lojas de pão. Existem duas escolas primárias, mas não existem instalações de ensino secundário. Edifícios públicos incluem um museu de insetos, uma biblioteca, uma igreja e gendarmerie . Há também um mercado de domingo de manhã em que tecelagem Hmong, bordados e alimentos podem ser comprados. O principal hotel de Cacao é o L'Auberge des Orpailleurs. As atividades turísticas incluem passeios na selva, canoagem e caiaque. Durante o mês de dezembro, a vila recebe um festival de Ano Novo Hmong que dura cerca de 3 – 4 dias.

## Economia
A economia é baseada na agricultura. Os aldeões têm 1.375 hectares de terra. Uma fazenda de camarão de água doce foi montada e está exportando de 1 a 1,2 toneladas para os Estados Unidos e Porto Rico todos os meses. Uma serraria emprega 70 pessoas.